# Tugu Pahlawan Kota Kinabalu

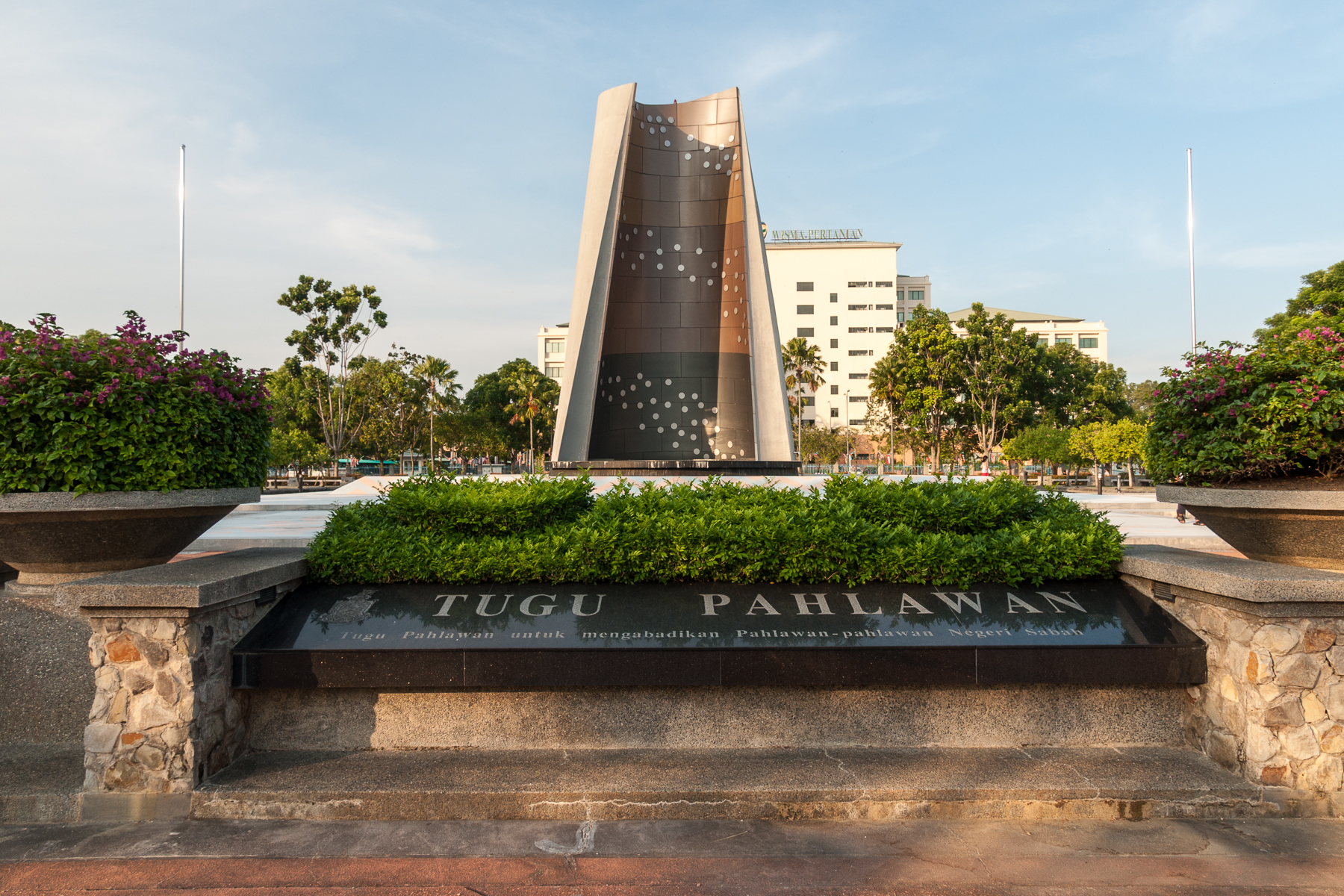
Das Heldendenkmal in Kota Kinabalu

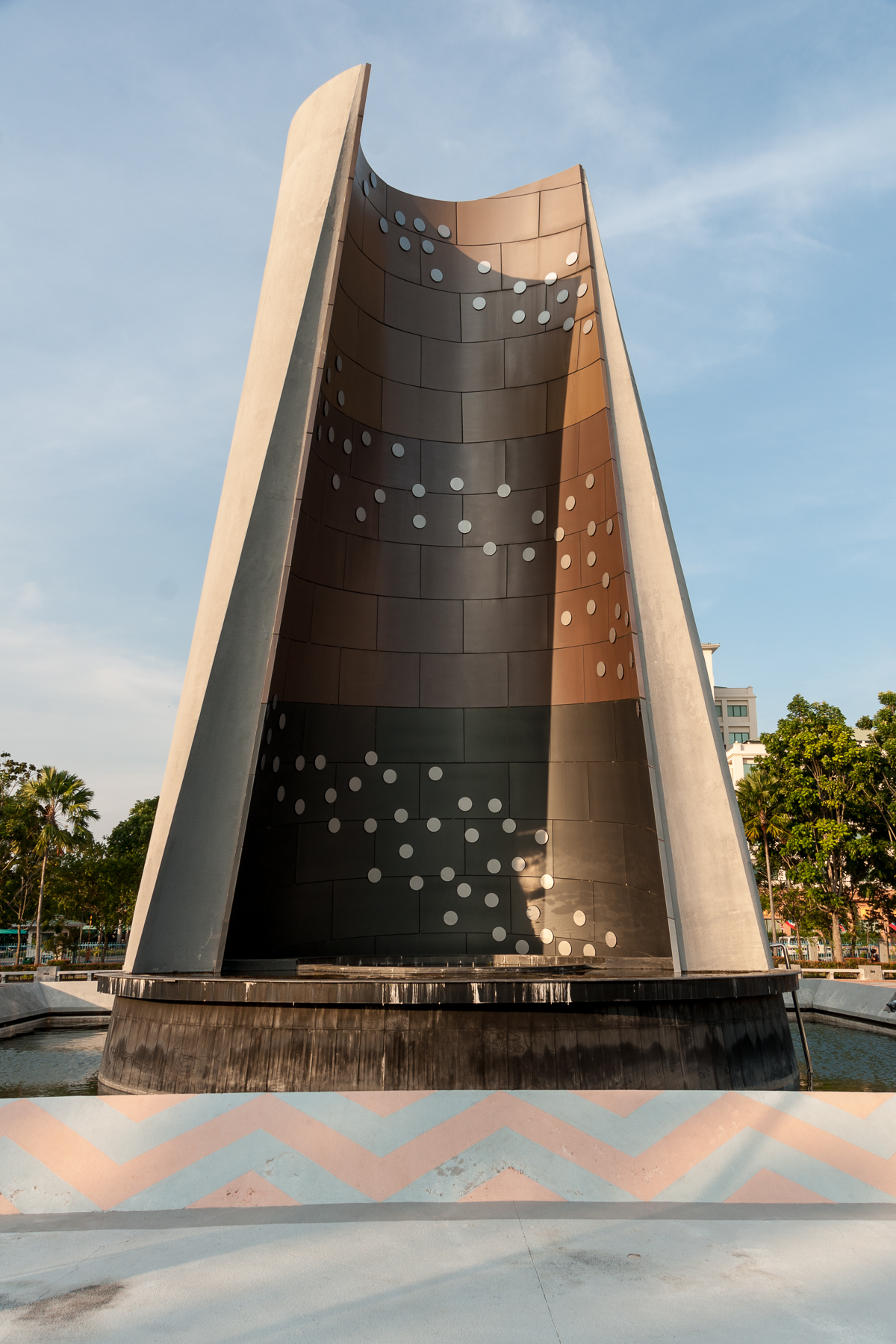
Das Heldendenkmal in Kota Kinabalu

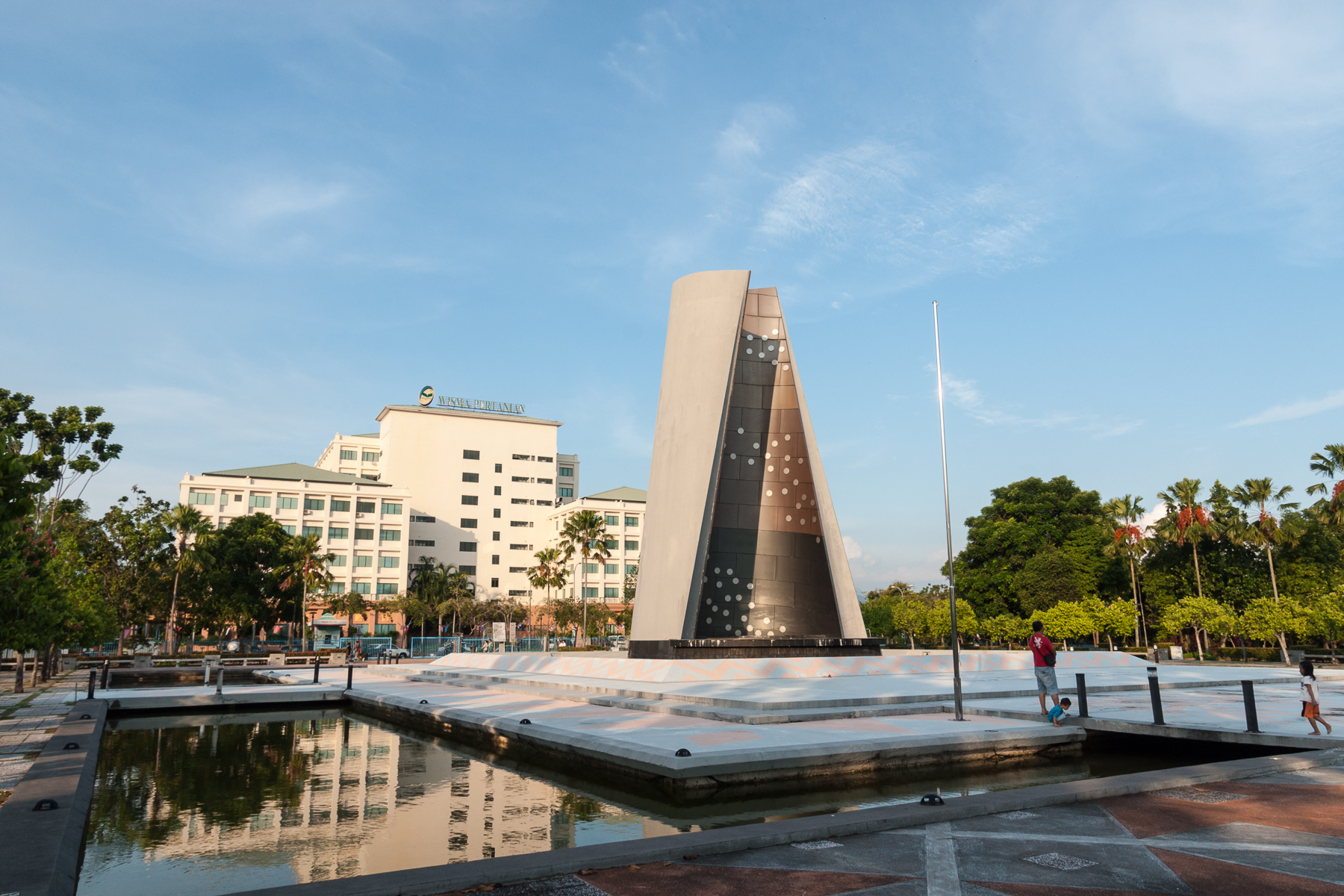
Das Heldendenkmal in Kota Kinabalu

Das Tugu Pahlawan Kota Kinabalu (malaiisch für „Heldendenkmal“ oder „Kriegerdenkmal“) in der malaysischen Stadt Kota Kinabalu ist ein Denkmal, das die Regierung des Bundesstaates Sabah für die jährliche Feier des Sabah State Warrior’s Day errichten ließ. Das Monument ist zentraler Blickfang des umgebenden Regenwald-Parks ("Taman Ujana Rimba Tropika").

## Beschreibung des Denkmals
Das Zentrum des Denkmals ist eine konische Skulptur in der Form eines nach vorne offenen Kegelstumpfmantels. Diese auf einem kreisrunden Sockel stehende Skulptur liegt in einem quadratischen Wasserbecken, das von einer gefliesten, ebenfalls quadratischen Fläche gesäumt ist. Diese Fläche ist wiederum von einem quadratischen Wasserbecken umgeben. Vier Zugangsflächen verbinden den gefliesten inneren Bereich mit dem umgebenden Park. Eine schwarze Marmorplatte am südwestlichen Zugang trägt folgende Inschrift:
TUGU PAHLAWAN

Tugu Pahlawan untuk mengabadikan Pahlawan-pahlawan Negeri Sabah

## Hintergrund
Am Heldengedenktag (Warriors’ Day oder Hari Pahlawan; jährlich am 31. Juli) wird in den einzelnen Staaten Malaysias der Soldaten gedacht, die während des Zweiten Weltkrieges gefallen sind. Gleichzeitig erinnert die Wahl des Datums an das Ende des zwölf Jahre währenden Ausnahmezustandes im Jahr 1960. Im erweiterten Sinne ist der staatliche Feiertag dem Gedenken all derer gewidmet, die im Lauf der Geschichte Malaysias ihr Leben für ihr Land gaben.

## Aufstellungsort
Das Denkmal steht innerhalb des vier Hektar großen Parks Taman Ujana Rimba Tropika (Regenwald-Park), der laut Statuten für protokollarische Veranstaltungen, zur Naherholung und zu Lernzwecken eingerichtet wurde. Die  ca. drei Millionen Euro teure Anlage wurde vollständig aus Mitteln des Landschaftsverbandes, des Bauministeriums und der Stadtverwaltung finanziert. Die Eröffnung fand am 12. April 2003 statt. Die Verwaltung liegt in den Händen der Stadtverwaltung von Kota Kinabalu. Der Park liegt an der Ausfallstraße Jalan Penampang, etwa vier Kilometer vom Stadtzentrum entfernt.